# Louisiana
|  | Per a altres significats, vegeu «Louisiana (desambiguació)». |

Louisiana (del francès Louisiane) és un estat dels Estats Units d'Amèrica situat al sud del país. La seva capital és Baton Rouge, mentre que la seva ciutat més gran i coneguda és Nova Orleans. Aquesta va patir greus danys i va quedar en bona part inundada al pas de l'huracà Katrina (finals d'agost 2005). L'estat de Louisiana juntament amb el de Mississipi van ser declarats zones catastròfiques.
L'estat fa frontera per l'oest amb l'estat de Texas, pel nord amb Arkansas, per l'est amb Mississipi i pel sud amb el Golf de Mèxic.
Entre tots els estats dels Estats Units, Louisiana té una cultura particular deguda a la seva herència de la colonització francesa. Per exemple, encara que no hi ha un idioma oficial la llei reconeix tant l'anglès com el francès. Avui en dia però la majoria de la població fa anar l'anglès i només queden algunes influències del francès en dialectes locals.

## Població

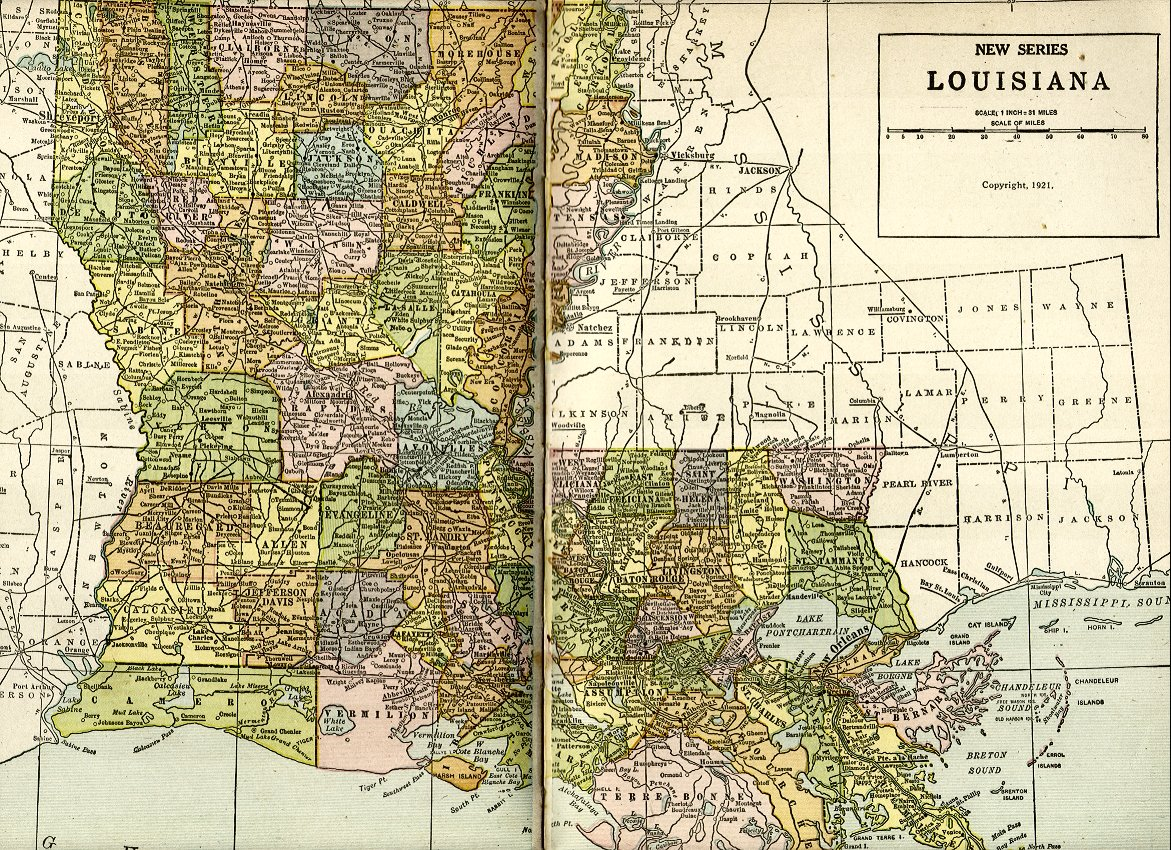
Mapa del 1921

Segons el cens dels EUA del 2000, hi havia censats a l'estat 45.872 amerindis nord-americans (1%). Per tribus, les principals són els houma (7.284), cherokees (7.048), choctaws (4.563), apatxe (1.983), chitimacha (1.793), creek (608), alibamu (514), caddo (507), biloxis (397) i tunica (282).

## Història

### Primers assentaments
Louisiana estava habitada per indoamericans quan els exploradors europeus van arribar en el segle xvi. Molts noms de llocs en l'estat són transliteracions d'aquells usats en dialectes natius. Les tribus que habitaven Louisiana incloïen els atakapa, els boocana, els opelousa, els acolapissa, els tangipahoa i els chitimacha en el sud-est de l'estat; els washa, els chawasha, els yagenechito, els bayougoula i els houma (part de la nació choctaw), els quinipissa, els okelousa, els avoyel, els taensa (part de la nació natchez), els tunica i els koroa. El centre i nord-oest de Louisiana era part de la nació caddo i la federació dels natchitoches.

### Exploració i conquesta

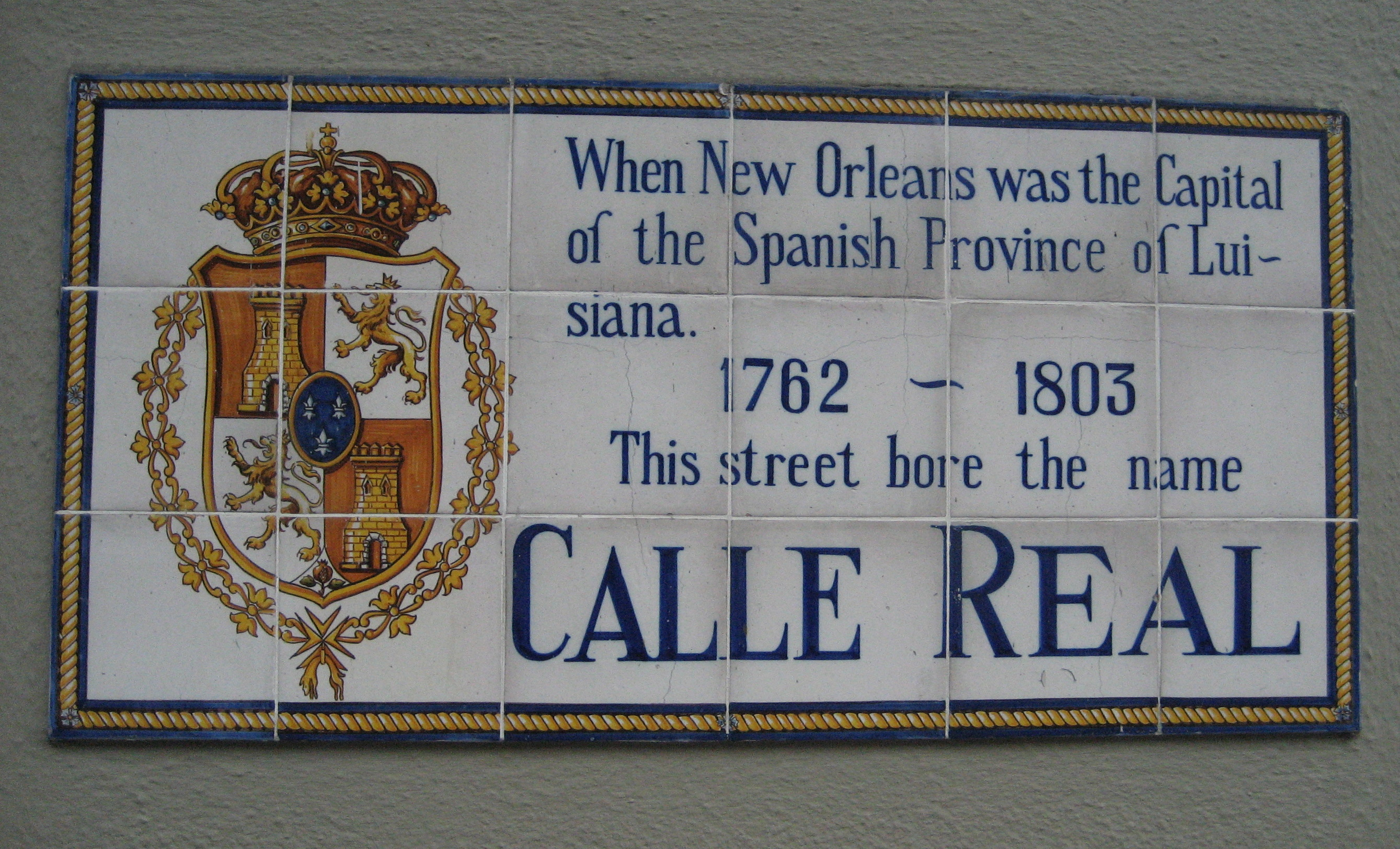
Actuals taulells en la Royal Street (cantonada amb Iberville Street) de Nova Orleans que evoquen la inicial i secular presència hispana.

Els primers exploradors europeus que van visitar Louisiana el 1528, van ser espanyols, entre els més coneguts estan: Álvaro Núñez Cabeza de Vaca i Hernando de Soto. Una expedició espanyola, liderada per Pánfilo de Narváez va localitzar les boques del riu Mississipi. El 1541 l'expedició d'Hernando de Soto va creuar la regió. Després, l'interès espanyol a Louisiana va decaure al no trobar-se grans vetes d'or, plata, o altres minerals preciosos.

#### Louisiana francesa
A finals del segle xvii expedicions franceses procedents de l'àrea canadenca i pròxima a l'actual Canadà Occidental que llavors era dita La Nova França, amb interessos de sobirania, comercials i religiosos, van establir fortaleses d'avançades en el riu Mississipi i en la costa del Golf de Mèxic. Amb aquests primers assentaments, França va reclamar com a pròpia aquesta regió i va establir un imperi comercial des del Canadà colonitzat per França, al llarg de tota la conca del Mississipi fins a la seua desembocadura en la costa nord del golf de Mèxic.
El 1682 René Robert Cavelier de La Salle va anomenar la regió «Louisiana» en honor del rei Lluís XIV de França. El primer assentament permanent, Fort Maurepas (actual Ocean Springs, Mississipi, prop de Biloxi) va ser fundat per Pierre Le Moyne d'Iberville, un militar francès del Canadà, el 1699. Per aleshores, els francesos ja havien construït un fort en la desembocadura del riu Mississipi, que van dir La Balise o La Balize, balisa en francès, ja que l'any 1721 van construir un far de fusta en les costes del delta del Mississipi per a guiar els vaixells en la seua travessia perquè pogueren accedir des del golf de Mèxic a la llera del riu Mississipi.
Els francesos van reclamar les terres situades en tots dos costats del riu Mississipi, per a unir Louisiana amb el Canadà. Els següents estats van ser part de Louisiana: Louisiana, Mississipi, Arkansas, Oklahoma, Missouri, Kansas, Nebraska, Iowa, Illinois, Indiana, Michigan, Wisconsin, Minnesota, Dakota del Nord i Dakota del Sud.

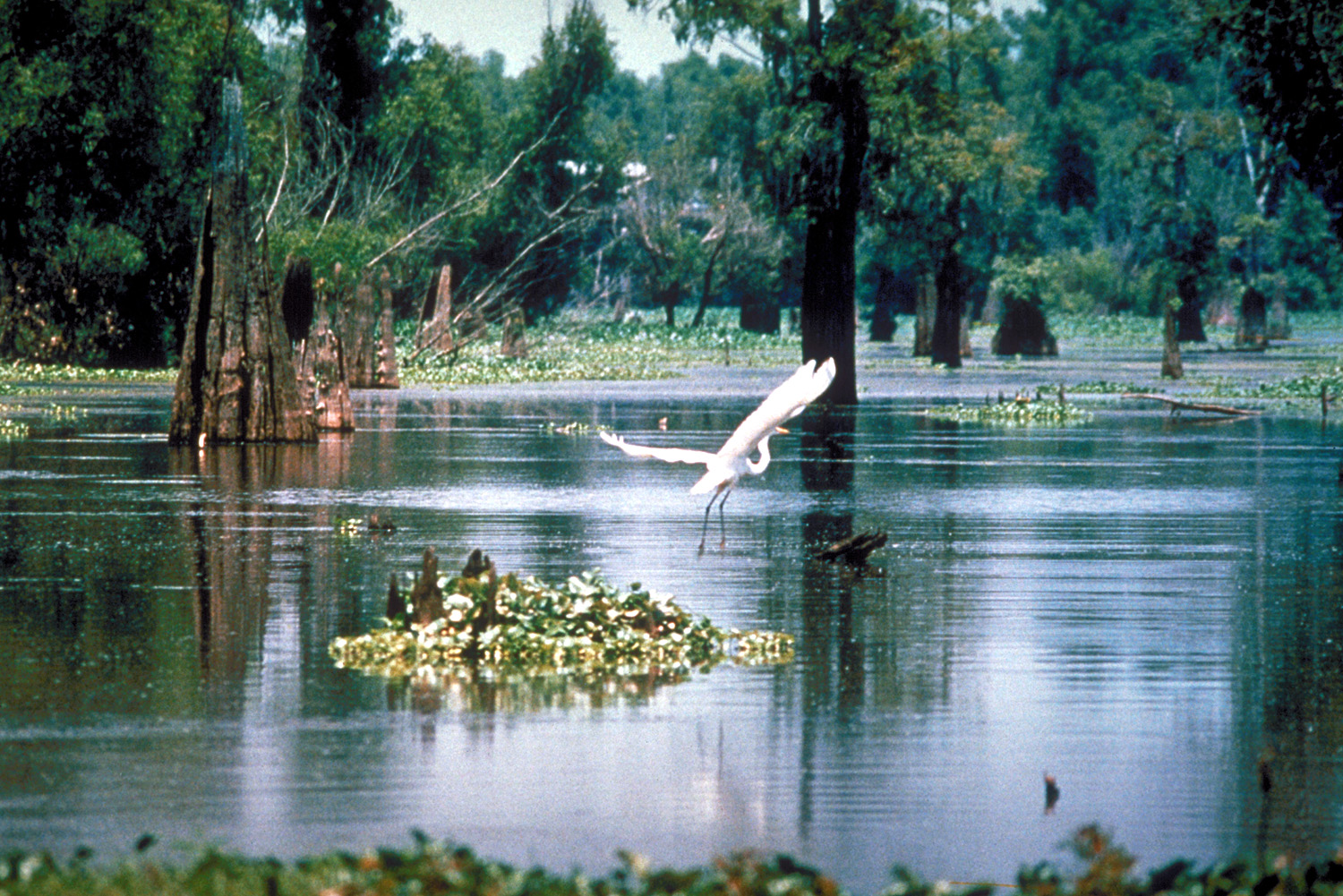
Els cajun, colons d'origen francés, es van assentar en els pantans del sud de Louisiana, especialment en la Conca Atchafalaya.

L'assentament de Natchitoches (al llarg del Riu Roig del Sud, en l'actual nord-oest de Louisiana) va ser establit el 1714 per Louis Juchereau de St. Denis, considerat com el més antic assentament europeu a Louisiana. Els assentaments francesos tenien un propòsit: aturar l'avenç espanyol des de Texas. També el final de l'Antic Camí de San Antonio (també anomenat Camí Reial) acabava en Natchitoches. Prompte es va convertir en un port transitat, amb terres cotoneres en les riberes del riu. Amb el temps, els hisendats van desenvolupar immensos latifundis i van construir cases en pobles xicotets, que van començar a créixer. Açò es va repetir a Nova Orleans i altres ciutats.
Els assentaments de Louisiana van ajudar a la posterior expansió i exploració del territori, basant-se especialment en el riu Mississipi i els seus tributaris, des de Nova Orleans fins a la regió anomenada Illinois, i en l'actual Saint Louis (Missouri).
Inicialment Mobile i Biloxi (Mississipi) van funcionar com a capitals de la colònia. Reconeixent la importància del riu Mississipi per a operacions comercials i militars, França va fer de Nova Orleans el centre de poder civil i militar el 1722. Des de llavors fins a l'adquisició de la regió pels Estats Units,el 20 de desembre de 1803, França i Espanya es van alternar en el control de la regió. En la Dècada del 1720, immigrants alemanys es van establir al voltant del Mississipi, en la regió coneguda com la Costa Alemanya (després de l'annexió a EUA: German Coast).

## Àrees protegides
- Parc Històric Nacional Crioll del Riu Cane[2]
- Parc Històric Nacional i Reserva de Jean Lafitte[3]
- Parc Històric Nacional de Jazz de Nova Orleans[4]
- Monument Nacional de Poverty Point[5][6][7]